# Anello da piede

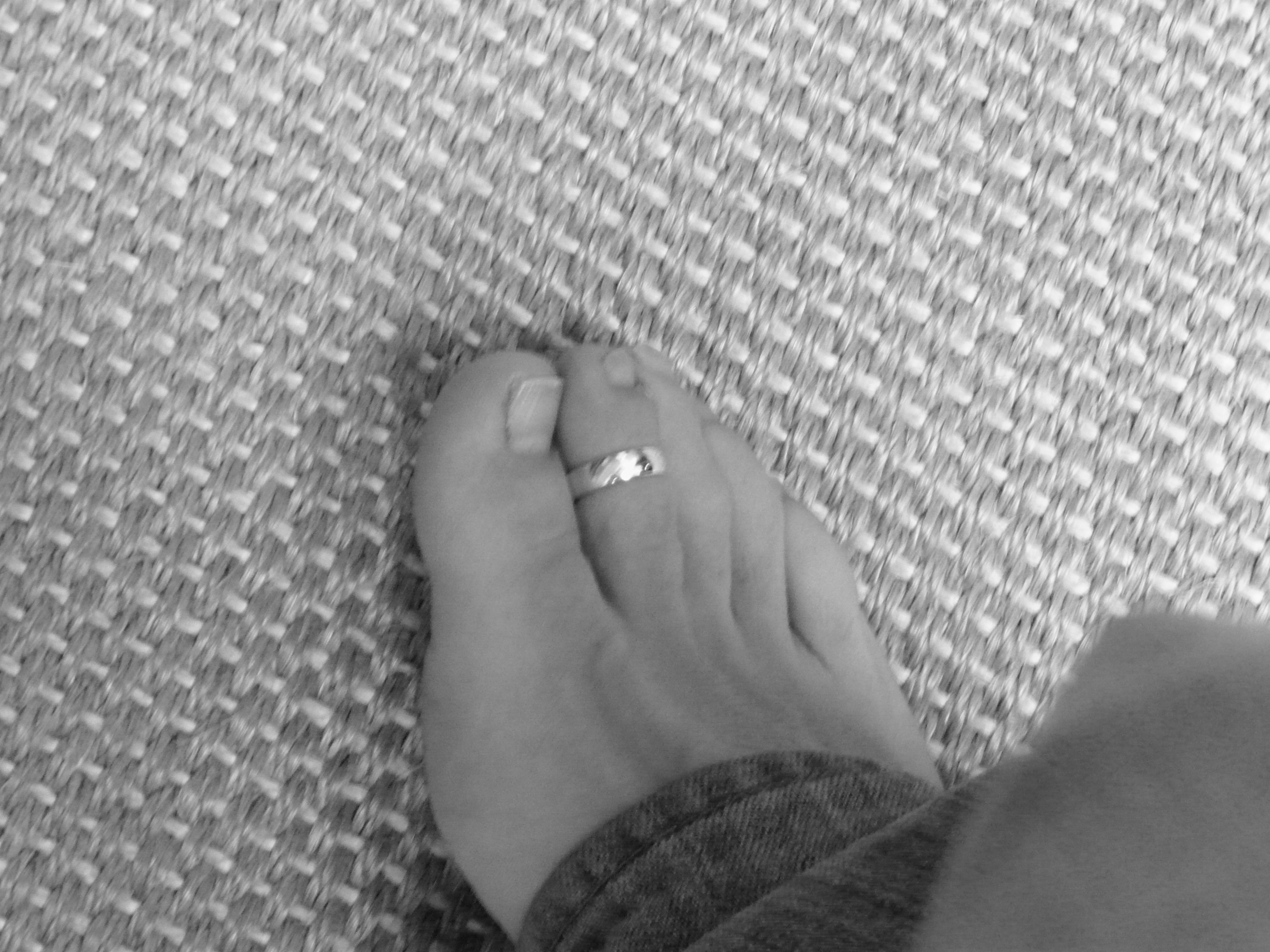
Anello da piede.

Un anello da piede è un anello realizzato sulla base di diversi metalli portato su uno qualsiasi delle dita dei piedi. In generale, un anello da piede è spesso portato sul secondo dito partendo dall'alluce. Alcuni paesi considerano questo tipo di anello come una moda, mentre altri, come l'India, una tradizione. È spesso associato al portare infradito, sandali o altro tipo di calzature aperte. 

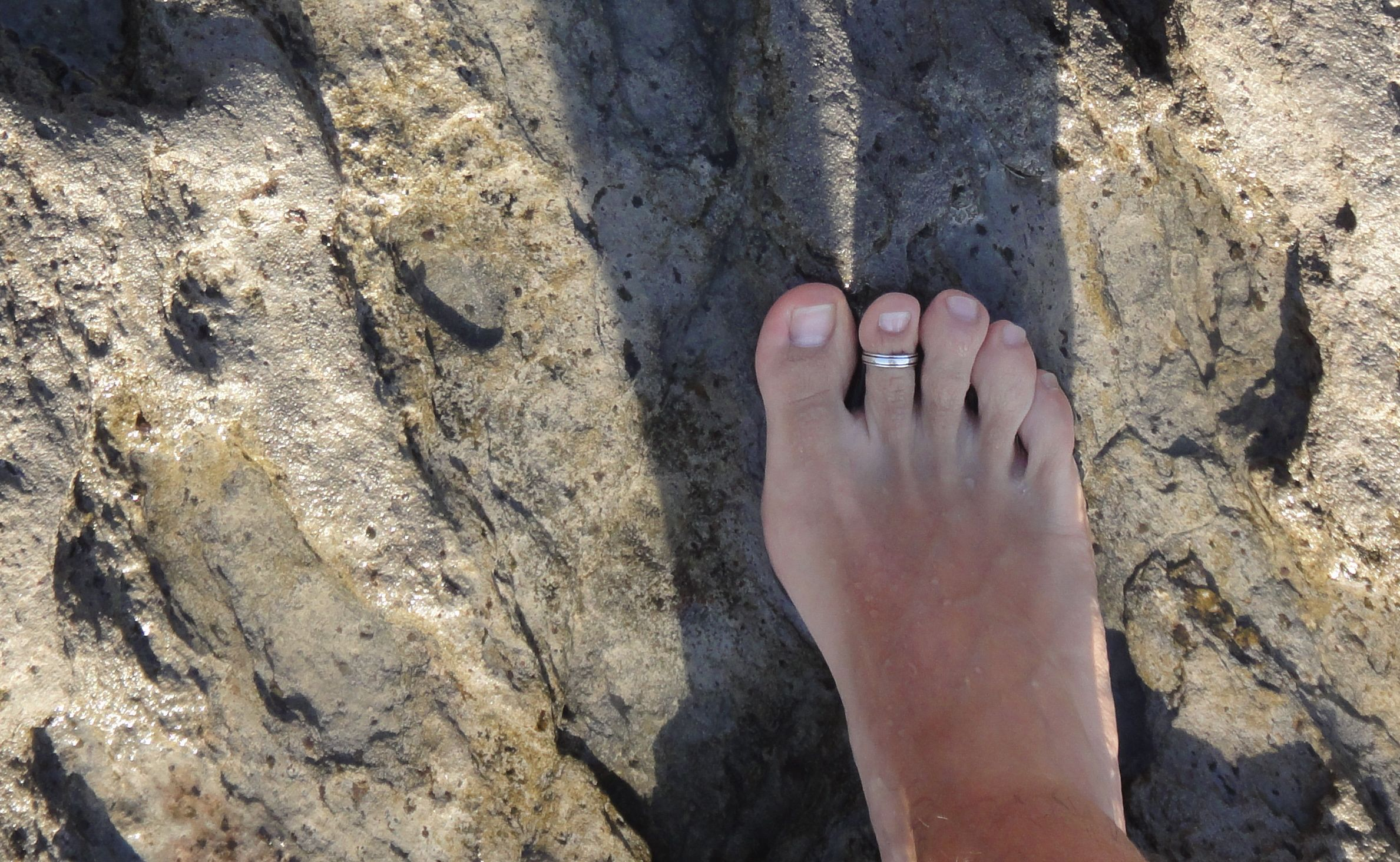
Un altro anello da piede.

L'anello da piede è di solito indossato dalle donne, anche se il fenomeno di moda si estende anche agli uomini.
Ci sono due tipi di anelli da piede, uno è regolabile (anello aperto) e l'altro, chiuso, deve essere adattato alle dimensioni del piede.

## Anelli da piede in India
Portare anelli da piede è praticato in India. L'anello è indossato dalle donne indù per esprimere lo stato del matrimonio e si chiama bichiya Hindi jodavi (जोडवी) in marāṭhi, mettelu (మెట్టెలు) in telugu, metti (மெட்டி) in tamil. Di solito sono fatti in argento e portati per paia (in contrasto con la tendenza nei paesi occidentali, dove essi sono indossati da soli o abbinati in paio), sul secondo dito di entrambi i piedi.
Usualmente sono abbastanza decorati, anche se il design più contemporaneo ha sviluppato modelli per le spose moderne.
Tradizionalmente, anelli da piede non sono realizzati in oro, perché il metallo non deve essere indossato sotto la vita, per gli indù.
Tuttavia, questa tradizione non è seguita molto strettamente e anelli da piede in oro e diamanti sono comunemente usati.